# بخش مونت پلیزنت (شهرستان جفرسون، اوهایو)
بخش مونت پلیزنت (به انگلیسی: Mount Pleasant Township) یک منطقهٔ مسکونی در ایالات متحده آمریکا است که در شهرستان جفرسون، اوهایو واقع شده‌است.
 بخش مونت پلیزنت ۴۹٫۵ کیلومتر مربع مساحت و ۲٬۳۶۸ نفر جمعیت دارد و ۲۸۹ متر بالاتر از سطح دریا واقع شده‌است.